# Stanisław Gościniak
Stanisław Kazimierz Gościniak (* 18. července 1944 Poznaň) je bývalý polský volejbalista. S polskou mužskou volejbalovou reprezentací se stal mistrem světa v roce 1974, získal stříbro na Světovém poháru o rok později a bronz na mistrovství Evropy v roce 1967. Na světovém šampionátu v roce 1974 byl vyhlášen nejužitečnějším hráčem turnaje. Za národní tým nastupoval v letech 1965–1974 a odehrál 218 utkání. Po skončení hráčské kariéry se stal trenérem, v letech 1986–1987 a znovu 2003–2004 vedl polskou reprezentaci. V roce 2005 byl uveden do Mezinárodní volejbalové síně slávy. V roce 2012 byl vyznamenán Řádem znovuzrozeného Polska.